# Laitan
Laitan (kinesiska: 涞滩) är en köping i sydvästra Kina. Den ligger i stadsdistriktet Hechuan i storstadsområdet Chongqing, omkring 69 kilometer norr om det centrala stadsdistriktet Yuzhong. Antalet invånare är 24 431. Befolkningen består av 12 048 kvinnor och 12 383 män. Barn under 15 år utgör 18,0 %, vuxna 15-64 år 63 %, och äldre över 65 år 17,0 %.